# Lista de vereadores de Santo André da 9.ª legislatura
Esta é a lista de vereadores de Santo André da 9.ª Legislatura, período que compreende de 1.º de janeiro de 1983 até 31 de dezembro de 1988.
| 8.ª legislatura | Lista de vereadores de Santo André da 9.ª legislatura | 10.ª legislatura |

## Mesa Diretora
A composição da mesa diretora da Câmara Municipal de Santo André durante os três biênios da 9.ª Legislatura teve a seguinte formação:
| 1.º Biênio (1983-1984) | 1.º Biênio (1983-1984)    | 2.º Biênio (1985-1986) | 2.º Biênio (1985-1986)    | 3.º Biênio (1987-1988) | 3.º Biênio (1987-1988)    |
| Presidência            | Presidência               | Presidência            | Presidência               | Presidência            | Presidência               |
| ---------------------- | ------------------------- | ---------------------- | ------------------------- | ---------------------- | ------------------------- |
| Presidente             | José Nanci (PT)           | Presidente             | Antenor Biolcatti (PMDB)  | Presidente             | Antonio Maria Filho (PTB) |
| Vice-presidente        | Nório Arimura (PMDB)      | Vice-presidente        | Moacir Bezerra (PTB)      | Vice-presidente        | Manoel de Oliveira (PMDB) |
| Secretaria             |                           |                        |                           |                        |                           |
| 1.º Secretário         | José de Araújo (PMDB)     | 1.º Secretário         | Antonio Maria Filho (PTB) | 1.º Secretário         | Wilson Brandão (PTB)      |
| 2.º Secretário         | Manoel de Oliveira (PMDB) | 2.º Secretário         | Nório Arimura (PMDB)      | 2.º Secretário         | Adelmo Campanholo (PMDB)  |
| 2.º Secretário         | Manoel de Oliveira (PMDB) | 2.º Secretário         | Vicente Guerra            | 2.º Secretário         | Adelmo Campanholo (PMDB)  |
| 3.º Secretário         | Geraldo Granela (PT)      | 3.º Secretário         | Wilson Brandão            | 3.º Secretário         | Antenor Biolcatti (PMDB)  |

## Parlamentares
| Parlamentar | Parlamentar                  | Imagem                                           | Partido | Partido                                          | Votos | %     | Notas | Posição  |
| ----------- | ---------------------------- | ------------------------------------------------ | ------- | ------------------------------------------------ | ----- | ----- | ----- | -------- |
| 1.º         | Adelmo Campanholo            |                                                  |         | Partido do Movimento Democrático Brasileiro PMDB |       |       | [ 4 ] | Governo  |
| 2.º         | Antenor Biolcatti            |                                                  |         | Partido do Movimento Democrático Brasileiro PMDB | 2.879 | 0,92% | [ 4 ] | Governo  |
| 3.º         | Antonio Carlos Granado       |                                                  |         | Partido dos Trabalhadores PT                     | 4.323 | 1,39% | [ 4 ] | Oposição |
| 4.º         | Antonio Maria Filho          |                                                  |         | Partido Trabalhista Brasileiro PTB               | 3.823 | 1,23% | [ 4 ] | Governo  |
| 5.º         | Fernado Galvanese            |                                                  |         | Partido dos Trabalhadores PT                     | 4.137 | 1,33% | [ 4 ] | Oposição |
| 6.º         | Franco Masiero               |                                                  |         | Partido do Movimento Democrático Brasileiro PMDB | 2.931 | 0,94% | [ 4 ] | Governo  |
| 7.º         | Geraldo Granela              |                                                  |         | Partido dos Trabalhadores PT                     | 6.394 | 2,05% | [ 4 ] | Governo  |
| 7.º         | Geraldo Granela              | Partido do Movimento Democrático Brasileiro PMDB |         |                                                  | 6.394 | 2,05% | [ 4 ] | Governo  |
| 8.º         | Irineu Bagnariolli Jr.       |                                                  |         | Partido dos Trabalhadores PT                     | 3.834 | 1,23% | [ 4 ] | Oposição |
| 9.º         | Israel Zekcer                |                                                  |         | Partido Trabalhista Brasileiro PTB               | 5.690 | 1,83% | [ 4 ] | Governo  |
| 10.º        | José de Araújo               |                                                  |         | Partido do Movimento Democrático Brasileiro PMDB | 3.781 | 1,21% | [ 4 ] | Governo  |
| 11.º        | José Nanci                   |                                                  |         | Partido dos Trabalhadores PT                     | 4.447 | 1,43% | [ 4 ] | Oposição |
| 12.º        | Manoel Rodrigues de Oliveira |                                                  |         | Partido do Movimento Democrático Brasileiro PMDB | 2.831 | 0,91% | [ 4 ] | Governo  |
| 13.ª        | Maria Luiza Sardinha Nóbrega |                                                  |         | Partido dos Trabalhadores PT                     | 3.576 | 1,15% | [ 4 ] | Oposição |
| 13.ª        | Maria Luiza Sardinha Nóbrega | Partido Comunista Brasileiro PCB                 |         |                                                  | 3.576 | 1,15% | [ 4 ] | Oposição |
| 14.º        | Moacir Bezerra               |                                                  |         | Partido Trabalhista Brasileiro PTB               | 3.000 | 0,96% | [ 4 ] | Governo  |
| 15.º        | Norberto Augusto Fernandes   |                                                  |         | Partido Trabalhista Brasileiro PTB               | 6.438 | 2,07% | [ 4 ] | Governo  |
| 16.º        | Nório Arimura                |                                                  |         | Partido do Movimento Democrático Brasileiro PMDB | 3.246 | 1,04% | [ 4 ] | Governo  |
| 17.º        | Octávio de Oliveira          |                                                  |         | Partido Trabalhista Brasileiro PTB               | 2.984 | 0,96% | [ 4 ] | Governo  |
| 18.º        | Pedro Cia                    |                                                  |         | Partido Trabalhista Brasileiro PTB               | 2.862 | 0,92% | [ 4 ] | Governo  |
| 19.º        | Wilson Brandão               |                                                  |         | Partido Trabalhista Brasileiro PTB               | 3.699 | 1,19% | [ 4 ] | Governo  |
| 20.º        | José Vicente Guerra          |                                                  |         | Partido Trabalhista Brasileiro PTB               | 3.908 | 1,25% | [ 4 ] | Governo  |

## Suplentes
| Parlamentar | Parlamentar          | Imagem | Partido | Partido                                          | Votos | % | Notas         | Titular | Ref. | Posição |
| ----------- | -------------------- | ------ | ------- | ------------------------------------------------ | ----- | --- | ------------- | ------- | ---- | ------- |
| -           | Arcísio Xavier David |        |         | Partido Trabalhista Brasileiro PTB               |       | Assumiu o mandato de Israel Zekcer em função de sua renúncia para assumir mandato de Deputado Estadual em 1.º de fevereiro de 1987. | Israel Zekcer |         |      | Governo |
| -           | Benino Paino Pain    |        |         | Partido do Movimento Democrático Brasileiro PMDB |       | | Nório Arimura |         |      | Governo |

## Comissões
| Comissões Permanentes                 | 1983                        | 1983                        | 1983   |
| Comissões Permanentes                 | Presidente                  | Membros                     | Ref.   |
| ------------------------------------- | --------------------------- | --------------------------- | ------ |
| Comissão de Justiça e Redação         | Franco Masiero (PMDB)       | Maria Luiza Sardinha (PT)   | [ 5 ]  |
| Comissão de Justiça e Redação         | Franco Masiero (PMDB)       | Pedro Cia (PTB)             | [ 5 ]  |
| Comissão de Finanças e Orçamento      | Antonio Carlos Granado (PT) | Wilson Brandão (PTB)        | [ 5 ]  |
| Comissão de Finanças e Orçamento      | Antonio Carlos Granado (PT) | Antenor Biolcatti (PMDB)    | [ 5 ]  |
| Comissão de Obras e Serviços Públicos | Irineu Bagnariolli Jr. (PT) | Moacir Bezerra (PTB)        | [ 5 ]  |
| Comissão de Obras e Serviços Públicos | Irineu Bagnariolli Jr. (PT) | Franco Masiero (PMDB)       | [ 5 ]  |
| Comissão de Higiene e Cultura         | Antenor Biolcatti (PMDB)    | Fernado Galvanese (PT)      | [ 5 ]  |
| Comissão de Higiene e Cultura         | Antenor Biolcatti (PMDB)    | Israel Zekcer (PTB)         | [ 5 ]  |
| Comissões Permanentes                 | 1984                        | 1984                        | 1984   |
| Comissões Permanentes                 | Presidente                  | Membros                     | Ref.   |
| Comissão de Justiça e Redação         | Franco Masiero (PMDB)       | Maria Luiza Sardinha (PT)   | [ 6 ]  |
| Comissão de Justiça e Redação         | Franco Masiero (PMDB)       | Pedro Cia (PTB)             | [ 6 ]  |
| Comissão de Finanças e Orçamento      | Antonio Carlos Granado (PT) | Norberto Fernandes (PTB)    | [ 6 ]  |
| Comissão de Finanças e Orçamento      | Antonio Carlos Granado (PT) | Antenor Biolcatti (PMDB)    | [ 6 ]  |
| Comissão de Obras e Serviços Públicos | Irineu Bagnariolli Jr. (PT) | Franco Masiero (PMDB)       | [ 6 ]  |
| Comissão de Obras e Serviços Públicos | Irineu Bagnariolli Jr. (PT) |                             | [ 6 ]  |
| Comissão de Higiene e Cultura         | Antenor Biolcatti (PMDB)    | Fernado Galvanese (PT)      | [ 6 ]  |
| Comissão de Higiene e Cultura         | Antenor Biolcatti (PMDB)    | Israel Zekcer (PTB)         | [ 6 ]  |
| Comissões Permanentes                 | 1985                        | 1985                        | 1985   |
| Comissões Permanentes                 | Presidente                  | Membros                     | Ref.   |
| Comissão de Justiça e Redação         | Antonio Carlos Granado (PT) | José de Araújo (PMDB)       | [ 7 ]  |
| Comissão de Justiça e Redação         | Antonio Carlos Granado (PT) | Pedro Cia (PTB)             | [ 7 ]  |
| Comissão de Finanças e Orçamento      | Franco Masiero (PMDB)       | Irineu Bagnariolli Jr. (PT) | [ 7 ]  |
| Comissão de Finanças e Orçamento      | Franco Masiero (PMDB)       | Norberto Fernandes (PTB)    | [ 7 ]  |
| Comissão de Obras e Serviços Públicos | Manoel de Oliveira (PMDB)   | Maria Luiza Sardinha (PT)   | [ 7 ]  |
| Comissão de Obras e Serviços Públicos | Manoel de Oliveira (PMDB)   | Octávio de Oliveira (PTB)   | [ 7 ]  |
| Comissão de Higiene e Cultura         | Fernado Galvanese (PT)      | José de Araújo (PMDB)       | [ 7 ]  |
| Comissão de Higiene e Cultura         | Fernado Galvanese (PT)      | Israel Zekcer (PTB)         | [ 7 ]  |
| Comissões Permanentes                 | 1986                        | 1986                        | 1986   |
| Comissões Permanentes                 | Presidente                  | Membros                     | Ref.   |
| Comissão de Justiça e Redação         | Franco Masiero (PMDB)       | Octávio de Oliveira (PTB)   | [ 8 ]  |
| Comissão de Justiça e Redação         | Franco Masiero (PMDB)       | Fernado Galvanese (PT)      | [ 8 ]  |
| Comissão de Finanças e Orçamento      | Pedro Cia (PTB)             | Franco Masiero (PMDB)       | [ 8 ]  |
| Comissão de Finanças e Orçamento      | Pedro Cia (PTB)             | Antonio Carlos Granado (PT) | [ 8 ]  |
| Comissão de Obras e Serviços Públicos | Norberto Fernandes (PTB)    | José Nanci (PT)             | [ 8 ]  |
| Comissão de Obras e Serviços Públicos | Norberto Fernandes (PTB)    | Manoel de Oliveira (PMDB)   | [ 8 ]  |
| Comissão de Higiene e Cultura         | Israel Zekcer (PTB)         | Maria Luiza Sardinha (PT)   | [ 8 ]  |
| Comissão de Higiene e Cultura         | Israel Zekcer (PTB)         | Adelmo Campanholo (PMDB)    | [ 8 ]  |
| Comissões Permanentes                 | 1987                        | 1987                        | 1987   |
| Comissões Permanentes                 | Presidente                  | Membros                     | Ref.   |
| Comissão de Justiça e Redação         | Franco Masiero (PMDB)       | Fernado Galvanese (PT)      | [ 9 ]  |
| Comissão de Justiça e Redação         | Franco Masiero (PMDB)       | Norberto Fernandes (PTB)    | [ 9 ]  |
| Comissão de Finanças e Orçamento      | José de Araújo (PMDB)       | Pedro Cia (PTB)             | [ 9 ]  |
| Comissão de Finanças e Orçamento      | José de Araújo (PMDB)       | Antonio Carlos Granado (PT) | [ 9 ]  |
| Comissão de Obras e Serviços Públicos | Pedro Cia (PTB)             | José Nanci (PT)             | [ 9 ]  |
| Comissão de Obras e Serviços Públicos | Pedro Cia (PTB)             | José de Araújo (PMDB)       | [ 9 ]  |
| Comissão de Higiene e Cultura         | Maria Luiza Sardinha (PCB)  | Israel Zekcer (PTB)         | [ 9 ]  |
| Comissão de Higiene e Cultura         | Maria Luiza Sardinha (PCB)  |                             | [ 9 ]  |
| Comissões Permanentes                 | 1988                        | 1988                        | 1988   |
| Comissões Permanentes                 | Presidente                  | Membros                     | Ref.   |
| Comissão de Justiça e Redação         | Octávio de Oliveira (PTB)   | Maria Luiza Sardinha (PCB)  | [ 10 ] |
| Comissão de Justiça e Redação         | Octávio de Oliveira (PTB)   | Franco Masiero (PMDB)       | [ 10 ] |
| Comissão de Finanças e Orçamento      | José de Araújo (PMDB)       | Pedro Cia (PTB)             | [ 10 ] |
| Comissão de Finanças e Orçamento      | José de Araújo (PMDB)       | Norberto Fernandes (PTB)    | [ 10 ] |
| Comissão de Obras e Serviços Públicos | Arcísio Xavier David (PTB)  | Antonio Carlos Granado (PT) | [ 10 ] |
| Comissão de Obras e Serviços Públicos | Arcísio Xavier David (PTB)  | Moacir Bezerra (PTB)        | [ 10 ] |
| Comissão de Higiene e Cultura         | Fernado Galvanese (PT)      | José Nanci (PT)             | [ 10 ] |
| Comissão de Higiene e Cultura         | Fernado Galvanese (PT)      | José de Araújo (PMDB)       | [ 10 ] |